# Ильин, Александр Анатольевич
Алекса́ндр Анато́льевич Ильи́н (28 мая 1952, Ессентуки, Ставропольский край, РСФСР — 27 октября 2019, Москва, Россия) — российский материаловед, заведующий кафедрой «Материаловедение и технология обработки материалов», декан факультета «Материаловедение и технология материалов» МАТИ — Российского государственного технологического университета имени К. Э. Циолковского, доктор технических наук, профессор, академик РАН.

## Хроника научной деятельности[1][2]
- 28 мая 1952: А. А. Ильин родился в городе Ессентуки Ставропольского края Российской Федерации;
- 1974: окончил МАТИ им. К. Э. Циолковского по специальности «Металловедение, оборудование и технология термической обработки металлов»;
- с 1974 работает в МАТИ на кафедре металловедения;
- с 1976 — на педагогической работе, прошёл путь от ассистента кафедры до декана факультета «Материаловедение и технология материалов» имени профессора Б. С. Митина;
- 1984: А. А. Ильину, в составе руководимой им научной группы, за работу в области металловедения и технологии титановых сплавов присуждена Премия Ленинского комсомола;
- с 1987 — заведующий кафедрой «Материаловедение и технология обработки материалов» МАТИ им. К. Э. Циолковского;
- 1993: в Институте металлургии им. А. А. Байкова РАН защитил докторскую диссертацию;
- 1993: А. А. Ильину присвоено учёное звание профессора;
- 1996: за цикл работ «Материаловедение конструкционных сплавов нового поколения на основе интерметаллических соединений» удостоен премии имени П. П. Аносова РАН (совместно с Е. Н. Кабловым и К. Б. Поваровой);
- 1997: избран членом-корреспондентом РАН;
- 2000: А. А. Ильину присвоено почётное звание «Заслуженный деятель науки Российской Федерации» — за заслуги в научной деятельности[3];
- 2002: награждён нагрудным знаком «Отличник здравоохранения Российской Федерации»;
- 2002: награждён медалью имени академика С. П. Королёва;
- 2007: награждён орденом «За честь, доблесть, созидание, милосердие» Фонда «Ассамблея Здоровья» — за вклад в развитие медицины, внесённый представителями фундаментальной науки и немедицинских профессий;
- 2008: избран действительным членом Российской академии наук;
- 2008: награждён орденом Почёта;
- 2010: А. А. Ильину присуждено звание лауреата Национальной премии лучшим врачам России «Призвание» — в номинации "За вклад в развитие медицины, внесённый представителями фундаментальной науки и немедицинских профессий — за разработку, производство и внедрение нового поколения эндопротезов и имплантов для лечения заболеваний и травм опорно-двигательного аппарата.[4]

Похоронен на Рогожском кладбище (уч. 9).

## Научная и педагогическая деятельность[1][2]
Формирование научной школы А.А. Ильина началось в 1980-е годы с приходом на кафедру металловедения и технологии термической обработки металлов МАТИ нового заведующего, профессора Владимира Александровича Ливанова — выдающегося металлурга, лауреата Ленинской и трёх Государственных премий СССР. В.А. Ливанов и один из основателей научной школы МАТИ по металловедению и технологии титановых сплавов профессор Б.А. Колачев оказали наибольшее влияние на формирование А.А. Ильина как учёного и организатора науки.
В тот же период совместно с В. А. Ливановым и при поддержке ректора МАТИ Б.С. Митина, заместителя министра авиационной промышленности Г. Б. Строганова и начальника ВИАМ Р. Е. Шалина кандидат технических наук А. А. Ильин организовал на кафедре проблемную научно-исследовательскую лабораторию «Перспективные металлические материалы» и учебно-научный комплекс «МАТИ-ВИАМ», в состав которого вошла и отраслевая научно-исследовательская лаборатория Министерства авиационной промышленности «Новые авиационные материалы и технологии». В 1984 молодые учёные — М.Ю. Коллеров, В.М. Майстров, Ю.В. Михайлов во главе с А.А. Ильиным — были удостоены Премии Ленинского комсомола за работы в области металловедения и технологии титановых сплавов для аэрокосмической техники. В 1987 В. А. Ливанов передал заведование кафедрой 35-летнему А.А. Ильину.
В 1990-е годы, в связи с невостребованностью в отечественной промышленности инновационных научно-технических разработок прикладного характера, основные работы созданной А.А. Ильиным новой научной школы были посвящены фундаментальным исследованиям в области структурных аспектов создания перспективных материалов и технологий их получения и обработки. Это позволило создать научный задел для перехода в начале 2000-х годов к активной инновационной деятельности по созданию и внедрению комплексных технологий получения и обработки полуфабрикатов и изделий из новых материалов, для отечественных и зарубежных предприятий авиационной, автомобильной, медицинской промышленности и машиностроения.
А.А. Ильиным активно развивались научно-исследовательские работы в области физико-химических основ процессов управления структурой и свойствами металлических материалов на основе титана и его интерметаллидов. Основными направлениями деятельности научной школы профессора А.А. Ильина являются:
- исследование физико-химических процессов при взаимодействии водорода с металлическими материалами, теория диффузионных, диффузионно-кооперативных и бездиффузионных фазовых превращений в водородосодержащих многокомпонентных системах на основе титана и его интерметаллидов;
- разработка новых металлических материалов со специальными свойствами;
- разработка новых высокоэффективных, экологически чистых технологий получения и обработки металлических материалов конструкционного и функционального назначения, в том числе технологий, основанных на обратимом или постоянном легировании водородом (термоводородная обработка, химико-термическая обработка, водородное пластифицирование).

Для продвижения научно-технологических разработок А.А. Ильиным создана группа «Ильком-БМСИ», объединяющая инженерно-медицинский центр «МАТИ-Медтех» и несколько инновационных малых предприятий университета, серийно выпускающих медицинские имплантаты и инструменты для ортопедии, травматологии, нейрохирургии, кардиохирургии, спинальной хирургии и онкологической ортопедии, которые успешно конкурируют на рынках России, стран СНГ, Европейского союза и стран Юго-Восточной Азии. Продвижение инновационных технологий обработки конструкционных титановых сплавов для авиакосмической техники и машиностроения осуществляется через совместные с отраслевыми институтами ГНЦ «ВИАМ», НИАТ, ВИЛС научно-производственные структуры и прямые контракты с ОКБ Сухого, корпорацией «Боинг» и др.
А.А. Ильин вёл активную работу по инновационным методам подготовки специалистов для различных отраслей экономики и научно-педагогических кадров высшей квалификации. В течение 15 лет он руководил в МАТИ подготовкой бакалавров и магистров по направлению «Материаловедение и технология новых материалов» с базовыми специализирующими кафедрами в ИМЕТ РАН, ГНЦ «ВИАМ» и ЦИТО. В научной школе, возглавляемой А.А. Ильиным, подготовлено 63 кандидата и 10 докторов технических наук, в том числе лично им — 23 кандидата и 10 докторов наук.
А.А. Ильин являлся членом редколлегии журналов «Металлы» РАН, «Известия вузов. Цветная металлургия», «Технология легких сплавов», «Титан», членом экспертного совета ВАК России по металлургии и металловедению, членом совета Учебно-методического объединения вузов России по направлению «Материаловедение и технология новых материалов», председателем подкомитета «Материалы для имплантатов» Технического комитета по стандартизации ТК 453 «Имплантаты для хирургии», членом комиссии по присуждению премии РАН имени А.А. Бочвара, председателем диссертационного докторского совета Д212.110.04.
Автор 477 печатных работ, в том числе монографий, учебников и учебных пособий — 21, 49 патентов и авторских свидетельств.

## Список наиболее известных научных трудов[2]
- А.А. Ильин «Фазовые и структурные превращения в титановых сплавах, легированных водородом». Известия вузов. Цветная металлургия, 1987. Т. 31, стр. 96—101.
- А.А. Ильин «Сплавы с эффектом запоминания формы». В сборнике: Итоги науки и техники. Металловедение и термическая обработка. Москва, ВИНИТИ, 1991. Т. 25, стр. 3—59.
- Б.А. Колачев, А.А. Ильин, В.А. Лавренко, Ю.В. Левинский «Гидридные системы». Москва, «Металлургия», 1992. 352 стр.
- А.А. Ильин «Механизм и кинетика фазовых и структурных превращений в титановых сплавах». Москва, «Наука», 1994. 304 стр.
- М.С. Блантер, И.С. Головин, С.А. Головин, А.А. Ильин, В.И. Саррак «Механическая спектроскопия металлических материалов» (под редакцией С.А. Головина и А.А. Ильина). Москва, Международная инженерная академия, 1994. 254 стр.
- Б.А. Колачев, А.А. Ильин, Р.Е. Шалин «Сплавы-накопители водорода». Москва, «Металлургия», 1995. 384 стр.
- А.А. Ильин, Б.А. Колачев, В.К. Носов, А.М. Мамонов «Водородная технология титановых сплавов». Москва, МИСИС, 2002. 392 стр.
- А.А. Ильин, С.Я. Бецофен, С.Д. Шляпин и др. «Композиционные материалы» — глава в книге: «Новые материалы» коллектива авторов (под научной редакцией Ю.С. Карабасова). Москва, МИСИС, 2002. Стр. 185—258.
- А. А. Ильин «Комплексные водородные технологии», глава в сборнике «Приоритеты авиационных технологий» в 2-х книгах (под научной редакцией А.Г. Братухина). Москва, Издательство МАИ, 2004. Книга 2, стр. 1036—1134.
- Г. В. Бобров, А. А. Ильин «Нанесение неорганических покрытий (теория, технология, оборудование)». Учебное пособие для студентов вузов. Москва, Интермет Инжиниринг, 2004. 624 стр.